# Andrew Weil
Andrew Thomas Weil, född 8 juni 1942, är en amerikansk läkare, naturopat, författare och föreläsare inom holistisk medicin. Han har en kandidatexamen inom biologi (botanik) samt en läkarexamen, bägge ifrån det prestigefyllda Harvard Universitetet som han tilldelades 1968. Han har författat ett stort antal artiklar samt 13 böcker som har sålts i uppskattningsvis 10 miljoner exemplar världen över.